# 阿拜郡
阿拜郡為過去位於日本三重縣西北部的郡，已於1896年4月1日與山田郡合併為阿山郡。
在1879年實施郡區町村編制法時的轄區包括現在的伊賀市北部地區。

## 歷史
過去在令制國時代屬於伊賀國，在江戶時代成為津藩的領地，19世紀末明治維新實施廢藩置縣後改隸屬津縣，1872年的第一次府縣整併中被併入安濃津縣，三個月後安濃津縣即更名為三重縣。
在1879年實施郡區町村編製法時，正式的設置了近代的行政區劃「阿拜郡」，並在上野町（位於現在的伊賀市）設置「阿拜山田郡役所」，同時管轄阿拜郡和山田郡。

### 沿革

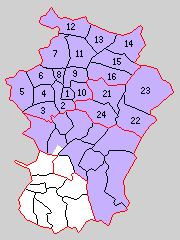
1889年阿拜郡轄下的行政區劃：
1.上野町、2.小田村、3.花之木村、4.長田村、5.島原村、6.新居村、7.丸柱村、8.三田村、9.府中村、10.中瀨村、11.河合村、12.玉瀧村、13.鞆田村、14.東柘植村、15.西柘植村、16.壬生野村
（紫色：現屬伊賀市、21 - 24屬山田郡）

- 1889年4月1日：實施町村制，阿拜郡則下設上野町（日语：上野町 (三重県)）、小田村（日语：小田村 (三重県)）、花之木村（日语：花之木村）、長田村（日语：長田村 (三重県)）、島原村（日语：島ヶ原村）、新居村（日语：新居村 (三重県)）、丸柱村（日语：丸柱村）、三田村（日语：三田村 (三重県)）、府中村（日语：府中村 (三重県)）、中瀨村（日语：中瀬村 (三重県)）、河合村（日语：河合村 (三重県)）、玉瀧村（日语：玉滝村）、鞆田村（日语：鞆田村）、東柘植村（日语：柘植町）、西柘植村（日语：西柘植村）、壬生野村（日语：壬生野村）。（1町15村）
- 1894年2月13日：小田村的木興、久米、淺宇田、四十九地區分出設立為城南村（日语：城南村 (三重県阿山郡)）。（1町16村）
- 1896年4月1日：實施郡制（日语：郡制），阿拜郡和山田郡合併為阿山郡。[2]